# Salvia chunganensis
Salvia chunganensis là một loài thực vật có hoa trong họ Hoa môi. Loài này được C.Y.Wu & Y.C.Huang miêu tả khoa học đầu tiên năm 1977.